# Grande Prêmio Brasil Caixa de Atletismo 2010
Grande Prêmio Brasil Caixa de Atletismo 2010 – mityng lekkoatletyczny z cyklu World Challenge Meetings, który odbył się w brazylijskim Belém 23 maja 2010 roku. 

## Rezultaty

### Mężczyźni
| Konkurencja:               | 1. miejsce       | Wynik    | 2. miejsce        | Wynik    | 3. miejsce      | Wynik    |
| Bieg na 100 m              | Michael Rodgers  | 10,06    | Dwain Chambers    | 10,11    | Lerone Clarke   | 10,11    |
| Bieg na 200 m              | Xavier Carter    | 20,55    | Martial Mbandjock | 20,62    | Greg Nixon      | 20,67    |
| Bieg na 800 m              | Kléberson Davide | 1:44,71  | Richard Kiplagat  | 1:44,80  | Reuben Bett     | 1:45,19  |
| Bieg na 5000 m             | Abraham Chebii   | 13:17,64 | Mike Kigen        | 13:18,86 | David Bett      | 13:20,63 |
| Bieg na 400 m przez płotki | Justin Gaymon    | 49,34    | Andrés Silva      | 49,76    | Markino Buckley | 50,02    |
| Skok wzwyż                 | Trevor Barry     | 2,25     | Jamie Nieto       | 2,23     | Wanner Miller   | 2,21     |
| Trójskok                   | Phillips Idowu   | 17,48    | Alexis Copello    | 17,31    | Jadel Gregório  | 16,98    |
| Rzut młotem                | Dilszod Nazarow  | 77,38    | Igors Sokolovs    | 77,09    | Artem Rubanko   | 76,54    |

### Kobiety
| Konkurencja:                  | 1. miejsce            | Wynik   | 2. miejsce       | Wynik   | 3. miejsce           | Wynik   |
| Bieg na 100 m                 | Sheri-Ann Brooks      | 11,30   | Tahesia Harrigan | 11,33   | Ruddy Zang Milama    | 11,40   |
| Bieg na 200 m                 | Sheri-Ann Brooks      | 22,72   | Simone Facey     | 23,05   | Ana Cláudia Silva    | 23,07   |
| Bieg na 400 m                 | Christine Amertil     | 51,67   | Aliann Pompey    | 51,76   | Jailma de Lima       | 52,70   |
| Bieg na 3000 m z przeszkodami | Mekdes Bekele         | 9:37,23 | Korine Hinds     | 9:41,83 | Birtukan Fente Alemu | 9:43,39 |
| Skok o tyczce                 | Fabiana Murer         | 4,75    | Jillian Schwartz | 4,40    | Carly Dockendorf     | 4,30    |
| Skok w dal                    | Keila Costa           | 6,68    | Brianna Glenn    | 6,62    | Jovanee Jarrett      | 6,54    |
| Pchnięcie kulą                | Cleopatra Borel-Brown | 18,05   | Natalia Ducó     | 17,64   | Sarah Stevens        | 17,51   |
| Rzut młotem                   | Daria Pczelnik        | 73,01   | Stéphanie Falzon | 69,65   | Jessica Cosby        | 68,53   |

## Rekordy
Podczas mityngu ustanowiono 1 krajowy rekord w kategorii seniorów:
| Zawodnik        | Reprezentacja | Konkurencja                   | Rezultat |
| --------------- | ------------- | ----------------------------- | -------- |
| Ángela Figueroa | Kolumbia      | bieg na 3000 m z przeszkodami | 9:53,44  |